# Nemeggio
Nemeggio è una frazione del comune di Feltre, in provincia di Belluno. Si trova sulla sponda destra del torrente Caorame, affluente del fiume Piave.
Come parrocchia Nemeggio nasce nel 1689 ed include un'altra frazione di Feltre, Pont. Sul colle che domina il paese si erge la chiesa parrocchiale dedicata a San Michele: in questo sito sembra sorgesse un castello o un fortilizio posto a difesa della città di Feltre. Nel cuore del paese sorge invece la chiesetta di Santa Maria delle Grazie.
La frazione fa parte del quartiere Port'Oria del Palio di Feltre, una delle quattro contrade che si contende il drappo ogni primo fine settimana di agosto.

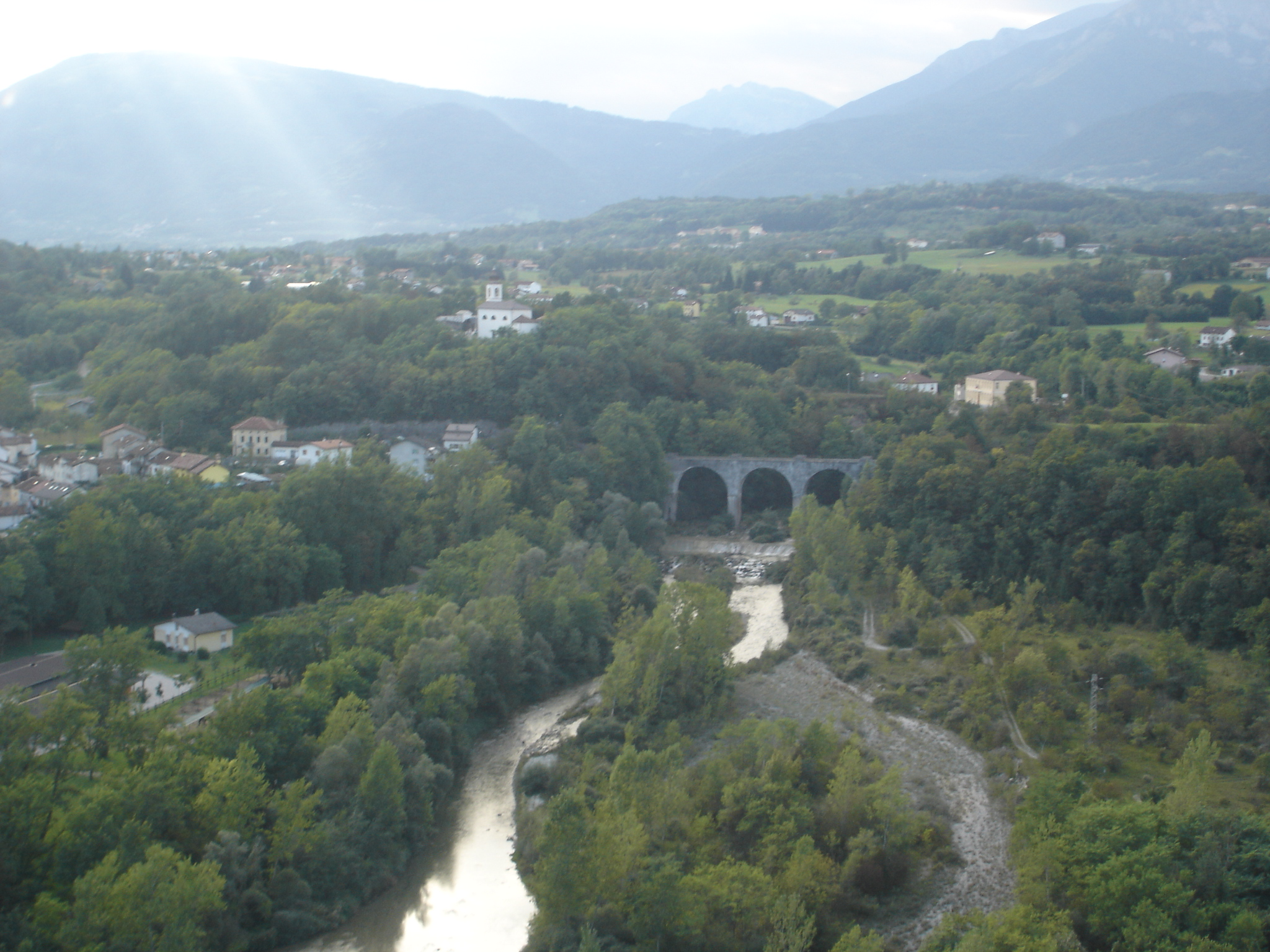
Nemeggio dall'elicottero con il torrente Caorame ed il ponte ferroviario

## Galleria d'immagini

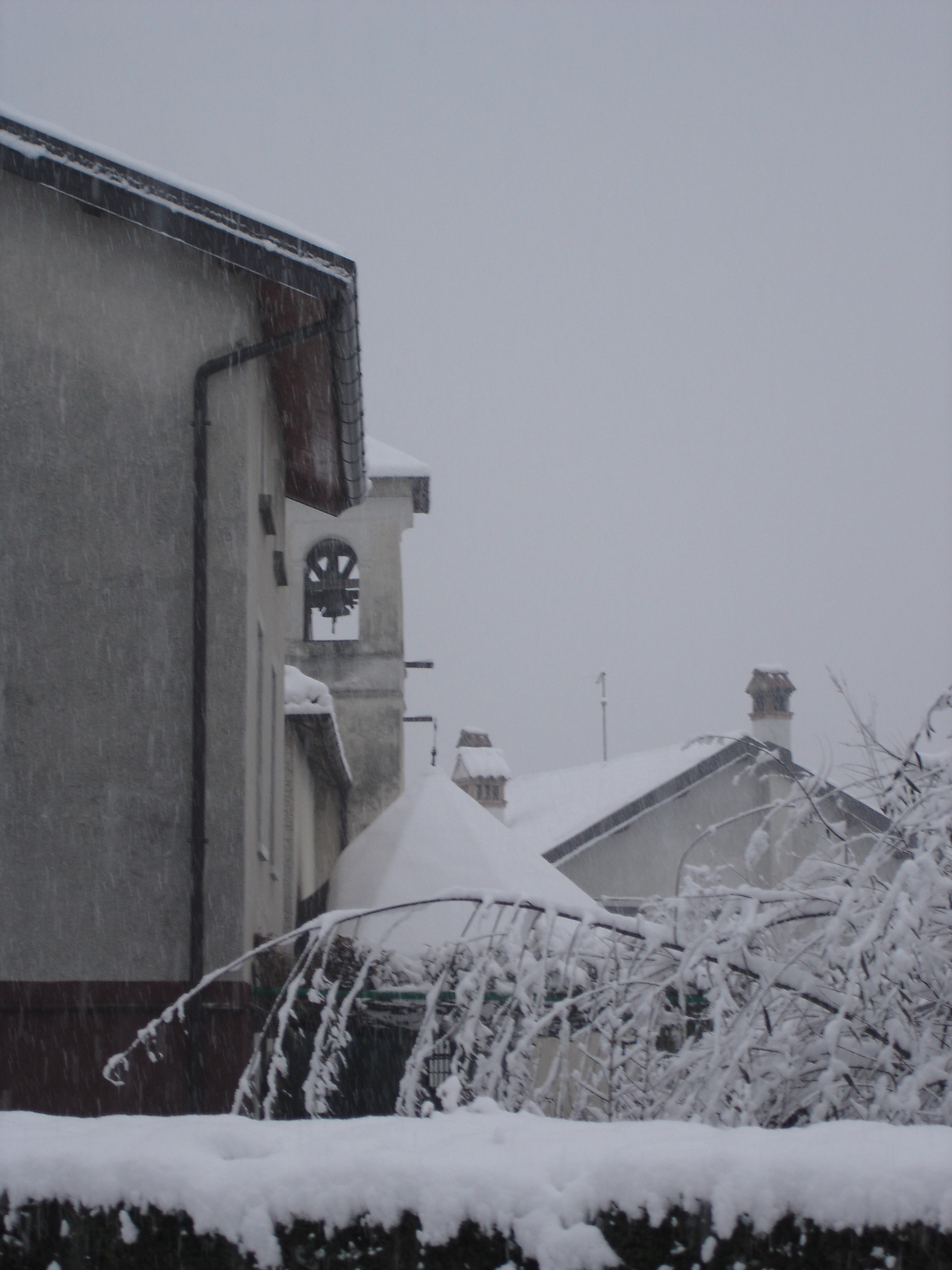
La chiesetta di Santa Maria delle Grazie, nel centro di Nemeggio
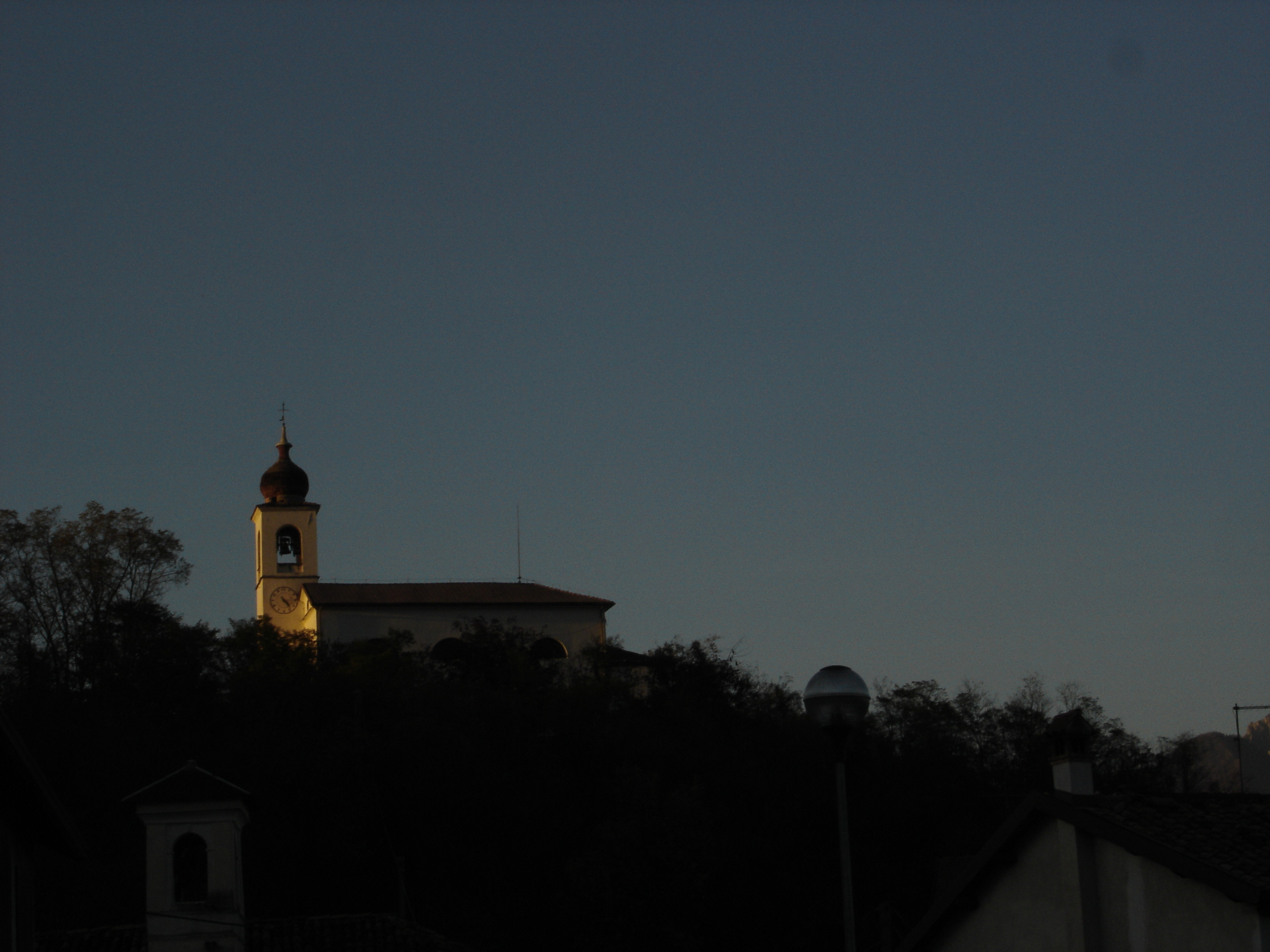
La chiesa di San Michele, sul colle omonimo o Col de la frata
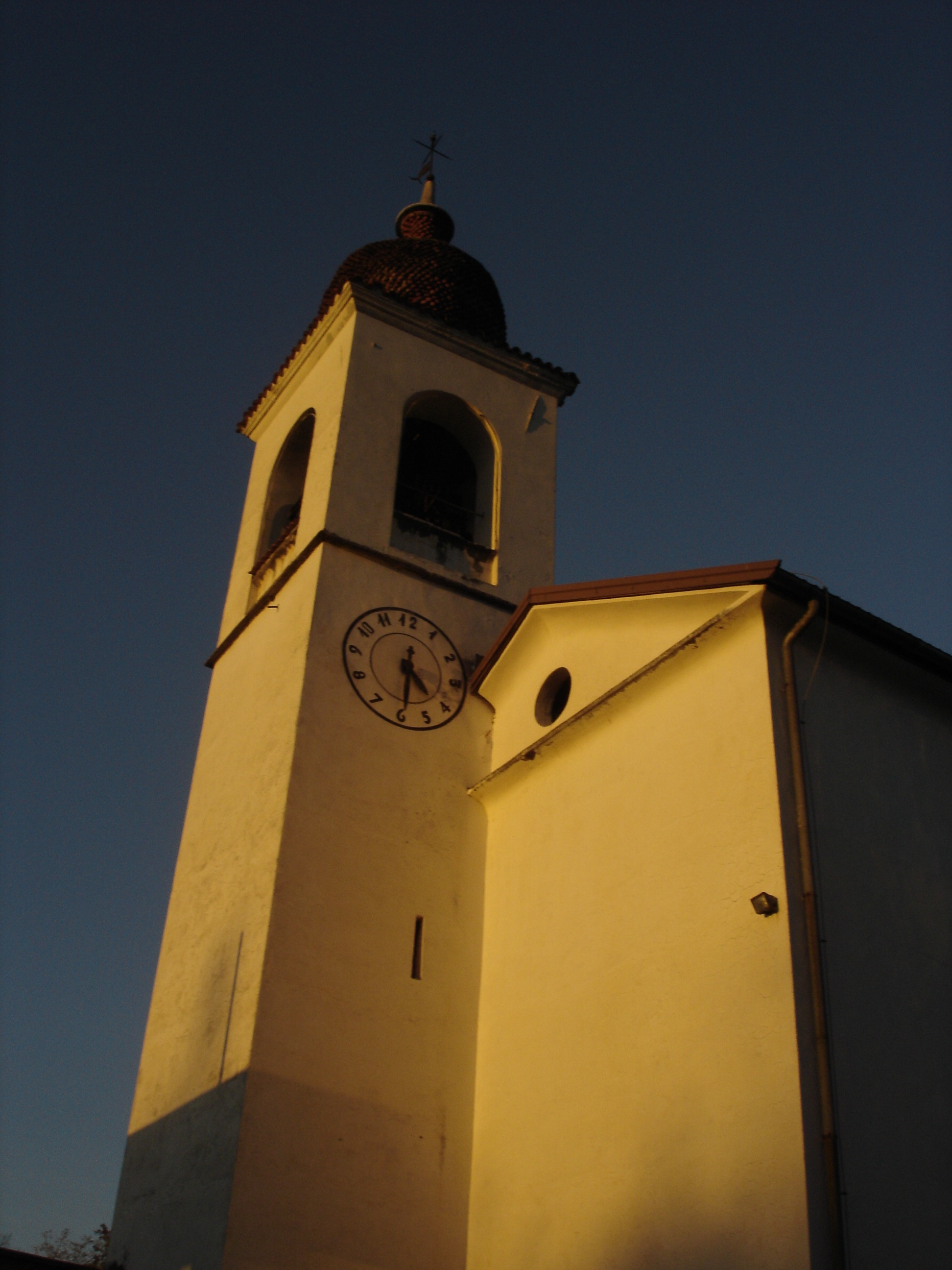
Il caratteristico campanile di "San Micel", dal sentiero del bosco che parte dal paese